# Gerhard Remisch
Gerhard Remisch ou Remsich est un vitrailliste ou maître-verrier allemand du XVIe siècle.

## Biographie
Entre 1520 et 1530, il crée une partie des vitraux de l'abbaye de Mariawald, mais étant donné qu'il travaillait alors en compagnie d'un autre vitrailliste allemand, Everhard Rensig, il est impossible de savoir lesquels des vitraux sont de lui.
Jusqu'en 1522-1558, il travaille sur les vitraux du cloître de l'abbaye de Steinfeld, près de Cologne. En tout, ce sont 28 fenêtres qui ont été créés, généralement à hauteur de trois vitraux par fenêtre. Les thèmes abordés sont tous des scènes bibliques, principalement issues de la Passion du Christ. Lorsque l'abbaye de Steinfeld sera dissoute en 1802, la majorité de ses œuvres seront exportées en Angleterre, et aujourd’hui, une grande partie en est exposée au Victoria and Albert Museum. Parmi les vitraux de l'abbaye de Steinfeld, on trouve la Résurrection, le Christ en croix, la Mise au Tombeau ou la Procession.

Dans le roman Le Démon du vitrail (2010) d'Helen Grant, Gerhard Remisch est le vitrailliste qui a créé l'œuvre qui se trouve être prétendument hantée.

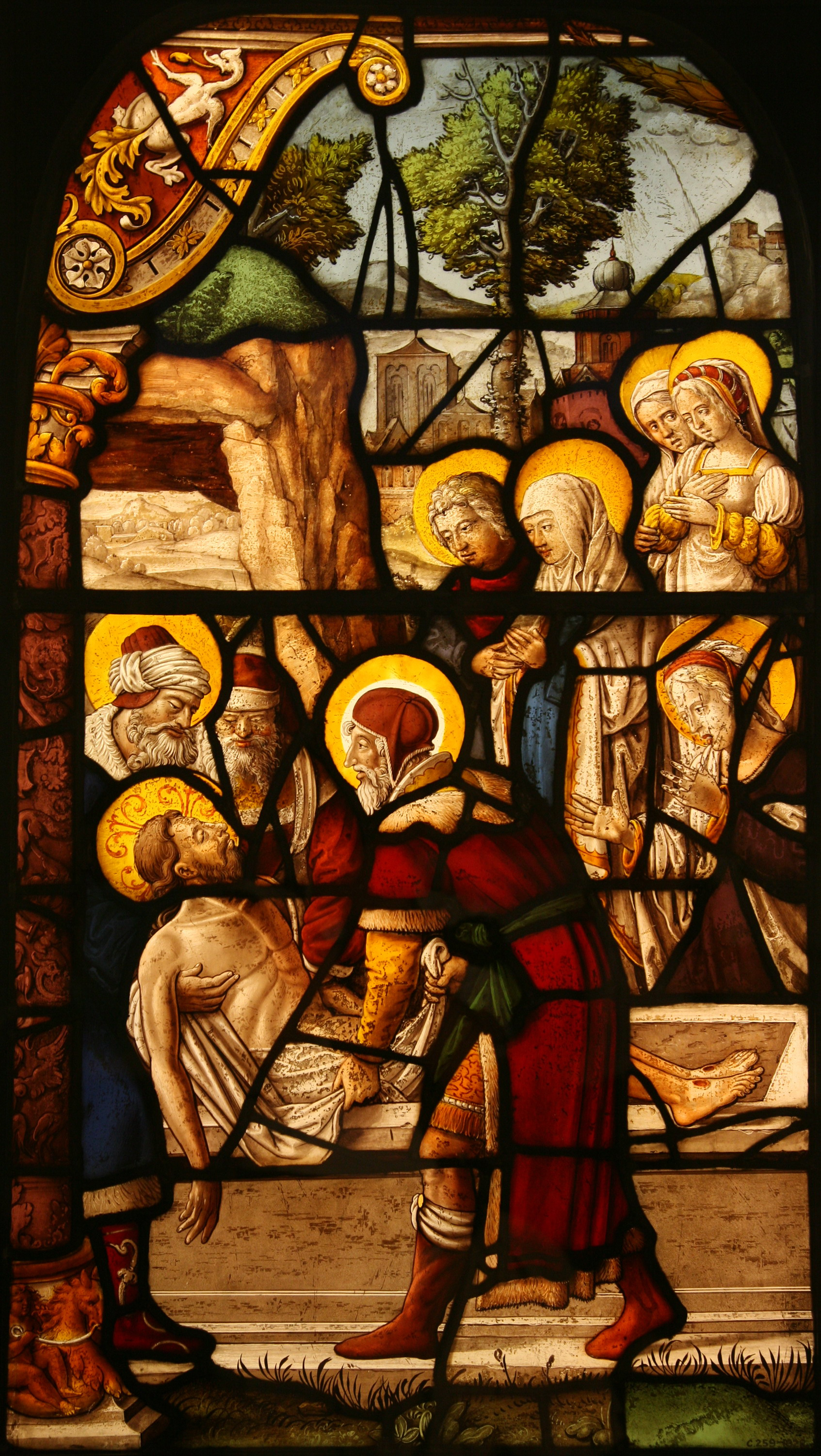
La Mise au Tombeau
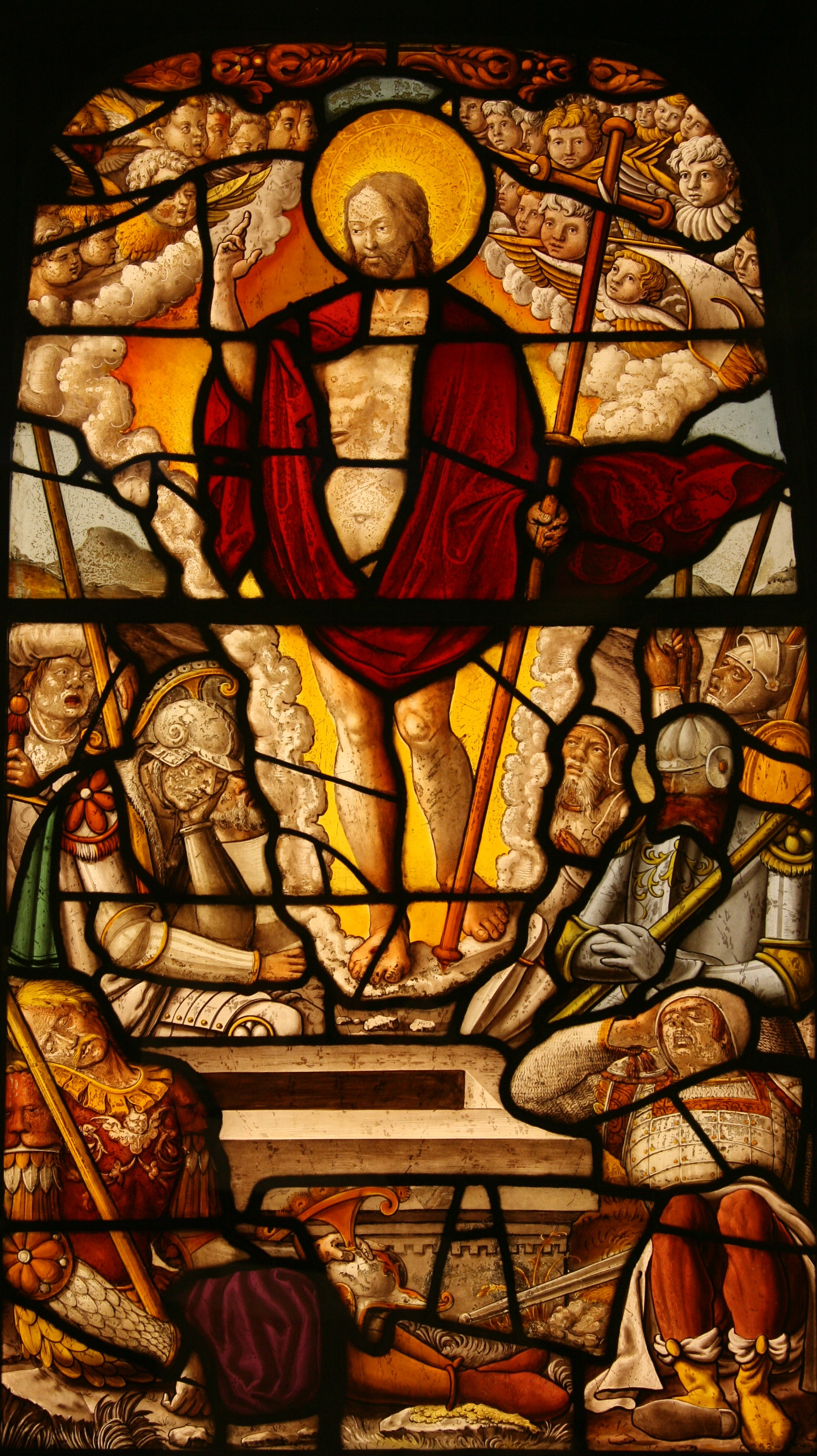
La Résurrection
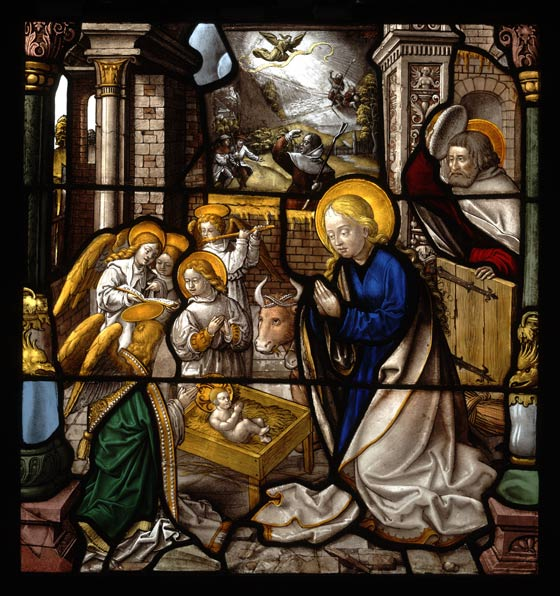
La Nativité, vitrail de l'abbaye de Mariawald de Remisch ou Rensig